# 楊儒賓
楊儒賓（英語 : Yang Rur-bin，1956年—），臺灣臺中人，臺灣人文學者，中央研究院院士，其學術研究以中國思想為主。現任國立清華大學哲學研究所暨通識教育中心合聘講座教授，曾任韓國外國語大學講師、清大中文系副教授、講座教授、清大出版社社務委員、日本東京大學、九州大學及美國威斯康辛大學訪問學者。
2011年3月曾參與TVBS的政論節目《新聞夜總會》。2011年11月成立臺灣中文學會，並擔任首屆理事長。

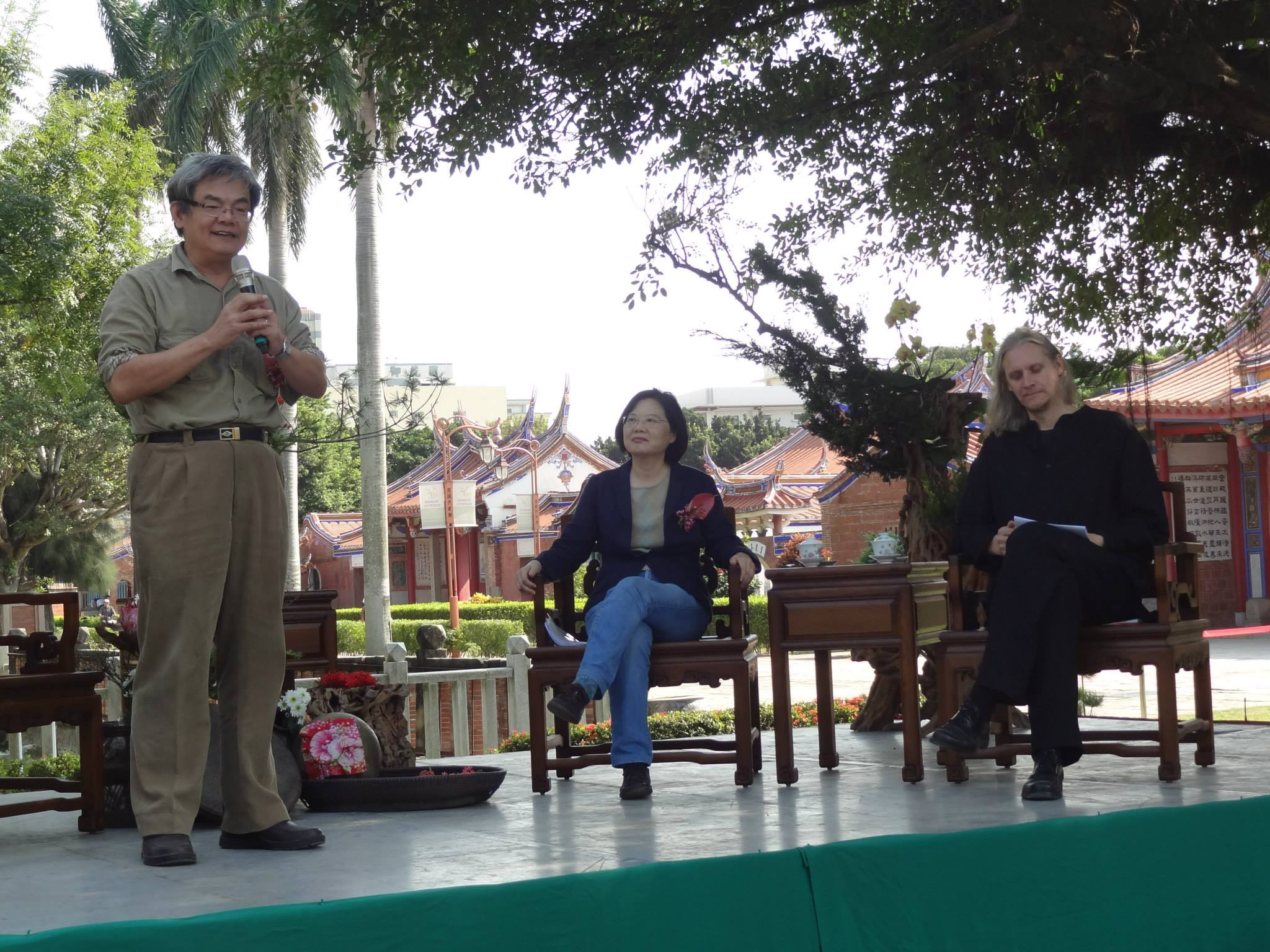
楊儒賓在鹿耕文化論壇發言

2013年10月19日與學者賴錫三、何乏筆（Fabian Heubel）及時任民進黨主席蔡英文於鹿港文武廟的「鹿耕論壇：在臺灣談中華文化問題」進行對談。
2024年，楊儒賓當選中央研究院人文及社會科學組院士。

## 著作

### 專書
- 《先秦道家「道」的觀念的發展》（臺北：國立臺灣大學出版委員會，1987年）
- 《莊周風貌》（臺北：黎明文化，1991年）
- 《儒家身體觀》（臺北：中央研究院中國文哲研究所，1996年；簡體字版，上海：上海古籍出版社，2019年）
- 《異議的意義：近世東亞的反理學思潮》（臺北：國立臺灣大學出版中心，2012年；簡體字版，上海：上海古籍出版社，2019年）
- 《從〈五經〉到〈新五經〉》（臺北：國立臺灣大學出版中心，2013年；簡體字版，上海：上海古籍出版社，2019年）
- 《1949禮讚》（臺北：聯經出版，2015年）
- 《儒門內的莊子》（臺北：聯經出版，2016年）
- 《五行原論：先秦思想的太初存有論》（臺北：聯經出版，2018年；簡體字版，上海：上海古籍出版社，2020年）
- 《道家與古之道術》（新竹：國立清華大學出版社，2019年）
- 《原儒：從帝堯到孔子》（新竹：國立清華大學出版社，2020年）

### 譯著
- 陳榮捷：《中國哲學文獻選編》（臺北：巨流圖書公司，1993年），下冊，頁29-363。
- 卡爾·榮格：《東洋冥想的心理學：從易經到禪》（臺北：商鼎文化，1993年）
- 史泰司（英语：Walter Terence Stace）：《冥契主義與哲學》（臺北：正中書局，1998年）
- 米爾恰·伊利亞德：《宇宙與歷史：永恆回歸的神話》（臺北：聯經出版公司，2000年）
- 尉禮賢、榮格、汤浅泰雄：《黃金之花的祕密：道教內丹學引論》（臺北：商鼎文化，2002年）[7]
- 江文也：《孔子的樂論》（臺北：喜瑪拉雅研究發展基金會，2003年；再版，臺北：國立臺灣大學出版中心，2005年；簡體字版，上海：華東師範大學出版社，2008年）

### 編著
- 《中國古代思想中的氣論及身體觀》（臺北：巨流圖書公司，1993年）
- 楊儒賓、黃俊傑主編：《中國古代思維方式探索》（臺北：正中書局，1996年）
- 楊儒賓、林安梧主編：《地藏王手記︰蔣年豐先生紀念集》（礁溪：佛光大學南華管理學院哲學研究所，1997年）
- 《中國經典詮釋傳統（三）：文學與道家經典篇》（臺北：喜瑪拉雅研究發展基金會，2001年；再版，臺北：國立臺灣大學出版中心，2004年；簡體字版，上海：華東師範大學出版社，2008年）
- 《朱子學的開展─東亞篇》（臺北：漢學研究中心，2002年）
- 楊儒賓、張寶三主編：《日本漢學研究初探》（臺北：喜瑪拉雅研究發展基金會，2002年；再版，臺北：國立臺灣大學出版中心，2004年；簡體字版，上海：華東師範大學出版社，2008年）
- 楊儒賓、何乏筆（Fabian Heubel）主編：《身體與社會》（臺北：唐山出版社，2004年）
- 楊儒賓、張寶三主編：《日本漢學研究續探：思想文化篇》（臺北：國立臺灣大學出版中心，2005年；簡體字版，上海：華東師範大學出版社，2008年）
- 楊儒賓、祝平次主編：《儒學的氣論與工夫論》（臺北：國立臺灣大學出版中心，2005年；簡體字版，上海：華東師範大學出版社，2008年）
- 楊儒賓、祝平次主編：《天體、身體與國體：迴向世界的漢學》（臺北：國立臺灣大學出版中心，2005年）
- 楊儒賓、陳華主編：《梅貽琦文集》（新竹：國立清華大學出版社，2006年）
- 楊儒賓、馬淵昌也（日语：馬淵昌也）主編：《中日陽明學者墨跡：紀念王陽明龍場之悟五百年暨中江藤樹誕生四百年》（臺北：國立臺灣大學出版中心，2008年；再版，臺北：國立臺灣大學出版中心，2009年）
- 楊儒賓、吳國豪主編：《朱舜水及其時代》（臺北：國立臺灣大學出版中心，2010年）
- 彭小妍、施淑、楊儒賓、北崗正子、黃英哲編校：《許壽裳書簡集（共二冊）》（臺北：中研院中國文哲研究所，2010年）
- 楊儒賓、馬淵昌也、艾皓德主編：《東亞的靜坐傳統》（臺北：國立臺灣大學出版中心，2012年）
- 《百年人文是怎樣煉成的》（新竹：國立清華大學出版社，2012年）
- 石守謙、楊儒賓主編：《明代名賢尺牘集（三冊）》（臺北：財團法人何創時書法藝術文教基金，2013年）
- 《鯤島遺珍：臺灣漢人書畫圖錄》（新竹：國立清華大學出版社，2013年）
- 《瀛海掇英：臺灣日人書畫圖錄》（新竹：國立清華大學出版社，2013年）
- 《自然概念史論》（臺北：國立臺灣大學出版中心，2015年）
- 楊儒賓、張再林主編：《中國哲學研究的身體維度》（臺北：臺大出版中心，2017年；簡體字版，北京：中國書籍出版社，2020年）

### 外譯
- 山田明廣譯：〈異議の意義─東アジアの反理学思潮を論ず─〉，收錄於井上克人、黃俊傑、陶德民編：《朱子学と近世・近代の東アジア》（臺北：國立臺灣大學出版中心，2012年）

## 家族
- 堂弟為白米炸彈客楊儒門[8]。
- 藝人楊伊湄曾於PTT的文章中暗示其為楊儒賓的姪女，而「伊湄」之名正為楊儒賓所命名。[9]

## 外部連結
- 國立清華大學哲學研究所－楊儒賓 （页面存档备份，存于）
- 國立清華大學通識教育中心－楊儒賓 （页面存档备份，存于）
- 漢學研究中心三十周年學術論壇－楊儒賓 （页面存档备份，存于）
- . 中國網絡電視臺. 2011-04-06  [2012-02-26]. （原始内容存档于2012-03-18） （中文（中国大陆））.
- . 《自由時報》. 2008-11-10. （原始内容存档于2015-02-11） （中文（臺灣））.